# رقص باسن
«رقص باسن» (به انگلیسی: Mo Bounce) ترانه‌ای از رپر استرالیایی ایگی آزیلیا می‌باشد که در ۲۳ مارس سال ۲۰۱۷ منتشر شد.